# ألبوريكينت
ألبوريكينت (بالروسية: Альбурикент) هي مدينة في جمهورية داغستان في روسيا. ويبلغ عدد سكانها حوالي 7172 نسمة.